# Serviço Internacional de Direitos Humanos
O Serviço Internacional de Direitos Humanos (International Service for Human Rights - ISHR) é uma organização independente e sem fins lucrativos, com escritórios em Genebra e em Nova York, que promove e protege os direitos humanos, apoiando seus defensores e fortalecendo os padrões e sistemas de direitos humanos.
Estabelecido em 1984, o papel do ISHR é apoiar os defensores dos direitos humanos, desenvolvendo sua capacidade e experiência, fortalecendo seu reconhecimento e proteção sob o direito internacional e protegendo-os de ameaças, riscos e represálias. O ISHR fornece aos defensores dos direitos humanos uma variedade de ferramentas e suporte, incluindo acesso a pesquisas e análises de alta qualidade, treinamento personalizado e serviços de capacitação, consultoria jurídica e suporte de defesa e networking.

## História
O ISHR esteve envolvido no desenvolvimento de normas internacionais e mecanismos de proteção relevantes para os defensores dos direitos humanos. Estas incluem o papel de advocacy em torno da elaboração da Resolução ECOSOC de 1996, que prevê a acreditação de ONGs para participarem no trabalho da Comissão de Direitos Humanos e a elaboração da Declaração das Nações Unidas sobre sobre o Direito e a Responsabilidade dos Indivíduos, Grupos ou Órgãos da Sociedade de Promover e Proteger os Direitos Humanos e Liberdades Fundamentais Universalmente Reconhecidos, em 1998. A defesa do ISHR também foi apoiada na criação dos mandatos dos relatores especiais da ONU e da Comissão Africana dos Direitos Humanos e dos Povos para os defensores dos direitos humanos em 2000 e 2005, respectivamente.
Em 2006, o ISHR foi fundamental na elaboração dos Princípios de Yogyakarta sobre a aplicação do direito internacional dos direitos humanos em relação à orientação sexual e identidade de gênero. Também desempenhou um papel central na criação do Conselho de Direitos Humanos das Nações Unidas, particularmente na elaboração das modalidades do mecanismo de Revisão Periódica Universal (RPU) e na revisão do sistema de procedimentos especiais.